# Người Hitti
Người Hittite (Ḫa-at-tu-ša / 𒄩𒀜𒌅𒊭) có gốc là người Anatolia cổ đại đã thành lập một đế chế tập trung tại Hattusa ở Anatolia Bắc Trung Đông khoảng năm 1600 TCN. Đế chế này đạt đến đỉnh cao vào giữa thế kỷ 14 trước Công nguyên theo Suppiluliuma I, khi nó bao trùm một khu vực bao gồm hầu hết Anatolia cũng như các phần của vùng phía bắc Levant và Mesopotamia trên. Giữa thế kỷ 15 và 13 TCN đế chế Hittite đã xung đột với đế chế Ai Cập, Đế quốc Assyrian Trung cổ và đế chế Mitanni để kiểm soát vùng Cận Đông. Người Assyria cuối cùng đã nổi lên như là quyền lực thống trị và sáp nhập phần lớn đế quốc Hittite, trong khi những người còn lại đã bị những người mới đến Phrygian sa thải cho khu vực. Sau c. 1180 TCN, trong thời kỳ đồ đồng, người Hittites nảy nở thành nhiều thành phố độc lập "Neo-Hittite" độc lập, một số đã tồn tại cho đến thế kỷ 8 trước Công nguyên trước khi lâm trận với Đế quốc Tân Assyrian.
Ngôn ngữ Hittite là một thành viên riêng biệt của nhánh Anatolian thuộc họ ngôn ngữ Ấn-Âu, và cùng với ngôn ngữ Lu có liên quan, là ngôn ngữ lịch sử lâu đời nhất của Ấn - Âu. [2] Họ đã đề cập đến quê hương của họ như Hatti. Cái tên thông thường "Hittites" là do sự nhận dạng ban đầu của họ với những người theo Kinh thánh Hittites trong khảo cổ học thế kỷ 19. Mặc dù sử dụng tên Hatti cho lãnh thổ cốt lõi của họ, Hittites nên được phân biệt với Hattians, một người sớm hơn những người sống ở cùng một khu vực (cho đến khi bắt đầu của thiên niên kỷ 2 TCN) và nói một ngôn ngữ không liên quan được gọi là Hattic.
Trong những năm 1920, sự quan tâm đến người Hittites tăng lên cùng với sự ra đời của Cộng hòa Thổ Nhĩ Kỳ hiện đại và thu hút sự chú ý của các nhà khảo cổ như Halet Çambel và Tahsin Özgüç, dẫn đến việc giải mã các chữ tượng hình người Hittite. Trong thời kỳ này, lĩnh vực mới của tiếng Hittitology cũng ảnh hưởng đến việc đặt tên cho các tổ chức, chẳng hạn như ngân hàng quốc doanh Etibank ("ngân hàng Hittite"), và nền tảng của Bảo tàng văn minh Anatolian ở Ankara, cách 200 km về phía tây của thủ đô Hittite và nhà ở là triển lãm toàn diện nhất về các hiện vật Hittite trên thế giới.
Lịch sử của nền văn minh Hittite được biết đến chủ yếu từ các văn bản hình chữ nhật được tìm thấy trong khu vực của vương quốc của họ, và từ sự tương giao ngoại giao và thương mại được tìm thấy trong các văn khố khác nhau ở Assyria, Babylonia, Ai Cập và Trung Đông, việc giải mã đó cũng là một sự kiện quan trọng trong lịch sử của ngôn ngữ học Đông Âu. Quân Hittite đã sử dụng thành công xe cộ [5], và mặc dù thuộc thời đại đồ đồng, người Hittites là tiền thân của thời kỳ đồ sắt, phát triển sản xuất hiện vật bằng sắt từ đầu thế kỷ 18 trước Công nguyên; vào lúc này, những món quà từ "người đàn ông Burushanda" của một ngai sắt và một cái búa sắt cho vua Kaneshite Anitta đã được ghi lại trong văn bản Anitta.

## Khám phá khảo cổ

### Khám phá ban đầu
Học giả người Pháp Félix Marie Charles Texier đã phát hiện khu di tích Hittite đầu tiên vào năm 1834, nhưng không xác định được họ là người Hittite.
Các bằng chứng khảo cổ học đầu tiên cho người Hittites xuất hiện trong các viên thuốc được tìm thấy ở thuộc địa của Kyrltepe (Karum Kanesh cổ) thuộc Assyrian, chứa đựng những ghi chép về thương mại giữa các thương gia Assyria và "đất Hatti" nhất định. Một số tên trong bảng không phải là Hattic hay Assyrian, nhưng rõ ràng là người Ấn - Âu.
Văn bản trên một tượng đài tại Boğazköy bởi một người "Hattusas" do William Wright phát hiện năm 1884 đã được tìm thấy để phù hợp với các chữ viết chữ tượng hình từ Aleppo và Hamath ở Bắc Syria. Năm 1887, các cuộc khai quật tại Tell El-Amarna ở Ai Cập đã khám phá được sự tương giao ngoại giao của Pharaoh Amenhotep III và con trai Akhenaton. Hai trong số các chữ cái từ một "vương quốc Kheta" - nằm ngay trong khu vực chung chung giống như các tài liệu tham khảo Mesopotamian để "đất của Hatti" - được viết bằng kịch bản chữ nhật Akkadian chuẩn, nhưng bằng một ngôn ngữ không rõ; mặc dù các học giả có thể đọc nó, không ai có thể hiểu nó. Ngay sau đó, Archibald Sayce đã đề xuất rằng Hatti hay Khatti ở Anatolia là giống hệt với "vương quốc Kheta" được đề cập trong các văn bản Ai Cập này, cũng như với các Hittites Kinh thánh. Những người khác, như Max Müller, đồng ý rằng Khatti có lẽ là Kheta, nhưng đề nghị kết nối nó với Biblical Kittim, hơn là với "Children of Heth". Nhận dạng của Sayce đã được chấp nhận rộng rãi trong suốt quá trình đầu thế kỷ 20; và tên "Hittite" đã trở nên gắn bó với nền văn minh được khám phá tại Boğazköy.
.Trong các cuộc khai quật không thường xuyên ở Boğazköy (Hattusa) bắt đầu từ năm 1906, nhà khảo cổ học Hugo Winckler đã tìm thấy kho lưu trữ hoàng gia với 10.000 viên, được ghi bằng hình nêm Akkadian và cùng một ngôn ngữ không rõ là chữ Ai Cập từ Kheta. Ông cũng đã chứng minh rằng những tàn tích ở Boğazköy là phần còn lại của thủ đô của một đế quốc, có lúc đã kiểm soát miền bắc Syria.
Dưới sự chỉ đạo của Viện khảo cổ học Đức, các cuộc khai quật tại Hattusa đã được tiến hành từ năm 1907, với sự gián đoạn trong các cuộc chiến tranh thế giới. Kültepe đã được khai quật thành công bởi Giáo sư Tahsin Özgüç từ năm 1948 cho đến khi ông qua đời vào năm 2005. Các cuộc khai quật nhỏ cũng đã được thực hiện ở khu vực xung quanh ngay lập tức của Hattusa, bao gồm cả thánh địa Yazılıkaya, trong đó có nhiều công trình cứu hộ bằng đá miêu tả các nhà cai trị Hittite và các vị thần của thần thoại Hittite.